# Carlos Alcaraz (football)
Pour les articles homonymes, voir Carlos Alcaraz (homonymie) et Alcaraz (homonymie).
Carlos Alcaraz, né le 30 novembre 2002 à La Plata en Argentine, est un footballeur argentin qui évolue au poste de milieu de terrain à l'Everton FC.

## Biographie

### En club

#### Racing Club
Né à La Plata en Argentine, Carlos Alcaraz est formé par le Racing Club, qu'il rejoint en 2017. 
Il joue son premier match en professionnel le 26 janvier 2020, lors d'une rencontre de championnat face au Club Atlético Tucumán. Il entre en jeu à la place d'Héctor Fértoli (en) et les deux équipes se neutralisent (1-1).
Alcaraz inscrit son premier but en professionnel le 15 mars 2020 face au Club Atlético Aldosivi. Il entre en jeu et se fait remarquer en donnant la victoire à son équipe d'un but de la tête dans le temps additionnel qui permet à son équipe de s'imposer par quatre buts à trois,.
Le 11 janvier 2021, Alcaraz prolonge son contrat avec le Racing jusqu'en décembre 2025. Il dispose alors d'une clause libératoire à 25 millions d'euros.
S'imposant comme l'un des joueurs les plus prometteurs de l'effectif et étant devenu un joueur régulier de l'équipe première, Carlos Alcaraz prolonge de nouveau son contrat avec le Racing le 16 mars 2022. Il est alors lié au club jusqu'en décembre 2026.

#### Southampton FC
En janvier 2023, le club anglais Southampton FC annonce la signature du jeune espoir argentin pour la somme de 12 millions d'euros. Carlos Alcaraz est lié au club anglais pour une durée de quatre ans et demi.
Le 11 février 2023, Carlos Alcaraz inscrit son premier but pour Southampton, lors d'un match de championnat face à Wolverhampton Wanderers. Titulaire, il ouvre le score mais ne peut empêcher la défaite de son équipe (1-2 score final).

#### Prêt à la Juventus FC
En janvier 2024, le club italien de la Juventus FC annonce la signature du joueur argentin, en prêt, provenant du Southampton FC. La durée du prêt est de 6 mois, avec une option d'achat d'une somme de 49,5 millions d'euros.

#### CR Flamengo
Le 28 août 2024, Carlos Alcaraz rejoint le Brésil afin de signer en faveur du CR Flamengo pour un contrat courant jusqu'en août 2029.

#### Prêt à Everton
Le 4 février 2025, Alcaraz est prêté pour six mois à l'Everton FC.